# 聖阿芒 (紐約州)
聖阿芒（英語：St. Armand）是一個位於美國紐約州艾塞克斯縣的鎮。

## 人口
根據2020年美國人口普查的數據，聖阿芒的面積為148.78平方千米，當中陸地面積為146.36平方千米，而水域面積為22.60平方千米。當地共有人口1880人，而人口密度為每平方千米13人。